# Geertruida ten Cate Hoedemaker
 Geertruida Catharina ten Cate Hoedemaker (* 1. Januar 1828 in Lonneker; † 3. Mai 1907 in Ambt Almelo) war eine niederländische Amateurmalerin. Als autodidaktische Künstlerin war sie Teil der niederländischen Kunstszene des 19. Jahrhunderts und stellte regelmäßig in verschiedenen Städten aus.

## Leben und Werk

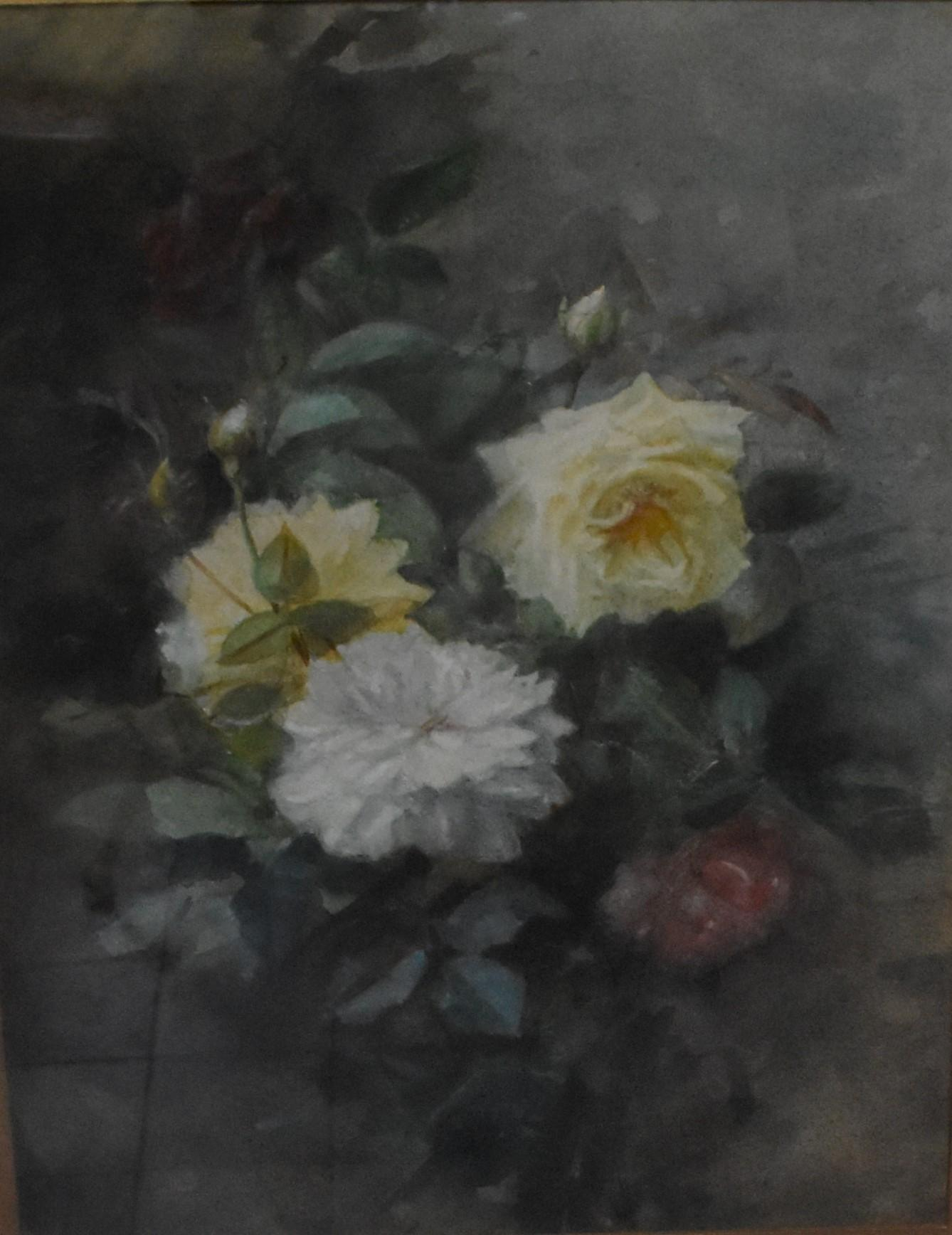
Rosenaquarell von ten Cate Hoedemaker

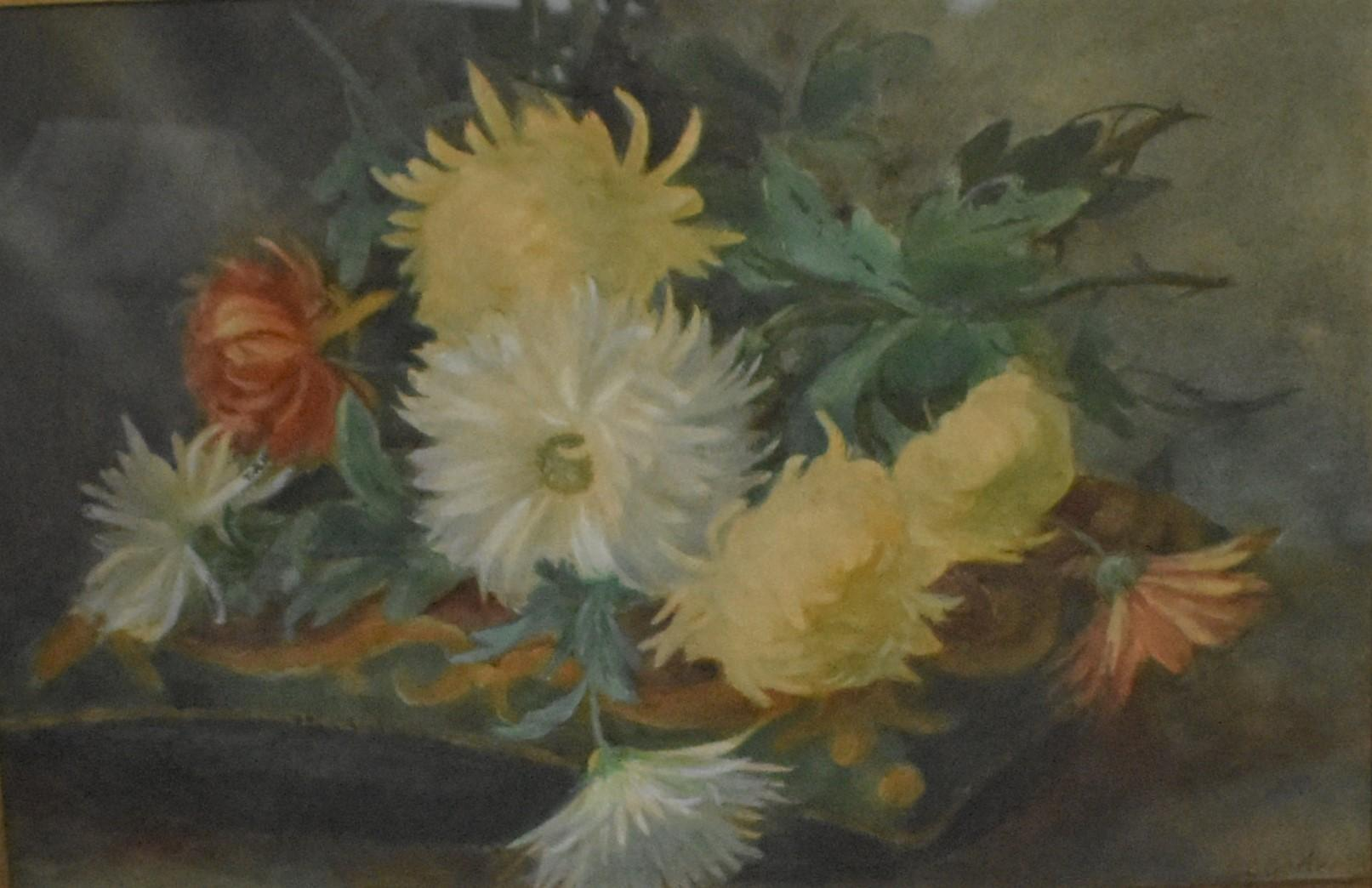
Rosenaquarell von ten Cate Hoedemaker

Geertruida ten Cate Hoedemaker wurde 1828 in Lonneker als sechstes von acht Kindern einer mennonitischen Familie geboren. Ihr Vater war der Fabrikant und spätere Ökonom eines Klosters Hendrik ten Cate Hoedemaker (1787–1836), ihre Mutter die Gouvernante Hendrikjen Walkate (1795–1839). Nach dem Tod der Mutter wuchs sie bei einer kinderlosen Tante und Onkel, dem mennonitischen Geistlichen Herman ten Cate und der Anna J. Paschen in Hengelo auf. Schon als junges Mädchen begann sie zu malen und als sie 16 Jahre alt war, fertigte sie ein Porträt ihres Onkels an. Sie heiratete am 17. Dezember 1852 in Hengelo Barend Gorter (1828–1913), Seifenhersteller und Versicherer. Nach der Hochzeit zogen sie nach Almelo, dort hatte ihr Mann ein Stück Wald- und Wiesenland gekauft und dort bauten sie ihr Huize Friso, welches 2016 abgerissen wurde. Aus der Ehe gingen sieben Töchter und fünf Söhne hervor. Zu diesen gehörte auch der Maler Arnold Marc Gorter.
Geertruida ten Cate Hoedemaker hatte keine klassische Ausbildung, jedoch erhielt sie Ratschläge von den Malern Hendrik Valkenburg und Jan Derk Huibers, die in Almelo und Zwolle lehrten. Später nahm auch ihr Sohn Arnold Marc Gorter Unterricht bei Huibers. Vermutlich konnte sie auch von der Blumenmalerin der Haager Schule Geraldine van de Sande Bakhuyzen einiges lernen, da diese oft mit ihrem Bruder Julius nach Twente kam und auch das Huize Friso besuchte.
Sie malte hauptsächlich Aquarelle in leuchtenden Farben, es sind auch einige Ölgemälde bekannt. Vornehmlich malte sie Blumenstillleben. Rund um ihr Huize Friso, welches über große Fenster verfügte, befand sich ein großer Garten mit vielen Blumen vor allem Rosen. Diese nutzte sie für ihre Stillleben. Neben den Stillleben fertigte sie Porträts ihrer Kinder und anderer Familienmitglieder an. Sie stellte regelmäßig in Gruppen und Vereinen aus und war Mitglied der Utrechtse Genootschap Kunstliefde, mit der sie ausstellte. 1877 stellte sie mit den Levende Meesters aus. Vier Werke wurden 1882 auf der Ausstellung „Kunstwerke von Frauen“ in der Kunsthalle des Panorama-Gebäudes in Amsterdam und zwei 1892 auf einer Ausstellung mit anderen Overijssel-Künstlern in Zwolle gezeigt. 1894 stellte Gorter-ten Cate Hoedemaker unter anderem zusammen mit ihrem Sohn Arnold Marc bei den Levende Meesters in Rotterdam aus und 1901/1902 gleichzeitig mit ihrer Tochter Jeannette Koning-Gorter im Nederlandsch Indischen Kunstkring in Batavia, wo ihre Tochter lebte. Einige ihrer Aquarelle wurden anonym zugunsten der Algemeene Nederlandsche Vrouwenvereeniging Tesselschade verkauft, der sie vor 1881 als „Arbeiterin“ beigetreten war. Zu ihrem 70. Geburtstag erschien im De Wereldkroniek von Agatha Snellen ein Artikel über ihr Leben unter dem Titel „Eene Rozenkoningin“. Dort wurde auch erwähnt, dass sie zunehmend taub geworden sei und den Kontakt innerhalb der Familie hauptsächlich schriftlich aufrechterhalten habe.
Bis zu ihrem Tod am 3. Mai 1907 malte Geertruida ten Cate Hoedemaker. Am 5. März 1915, anderthalb Jahre nach dem Tod ihres Mannes, wurde der gesamte Bestand von Huize Friso versteigert, darunter einhundertzwanzig ihrer Aquarelle. Im September 1916 wurden in Enschede weitere dreißig Gemälde und Aquarelle versteigert. Der Erlös war für wohltätige Zwecke bestimmt.

## Ausstellungen
- 1877: Levende Meesters, Kon. Akademie, Amsterdam
- 1878: Tentoonstelling van Voorwerpen van Nijverheid en Kunst uitsluitend door Vrouwen vervaardigd, Leeuwarden
- 1881: Levende Meesters, Arti, Amsterdam
- 1882: Kunstwerken door Vrouwen vervaardigd, Panoramagebouw, Amsterdam
- 1886: Levende Meesters, Rijksmuseum, Amsterdam
- 1892: Levende Meesters, Tentoonstellingsgebouw Nieuwezijdsvoorburgwal
- 1894: Levende Meesters, Academie, Rotterdam
- 1897: Sociëteit Almelo
- 1901: Sociëteit Almelo
- 1901: Ned. Indische Kunstkring, Batavia
- 1902: Pro Boer' tentoonstelling (Vorteil für Südafrikaner), Scheveningen